# Мячковы
Мячковы — дворянский род.
Род Мячковых внесён в VI часть родословных книг: Курской, Московской, Тверской и Тульской губерний.

## Происхождение и история рода
Происходят от «сродника царя Тевризского» Олбуги, а во крещении названный Еремеем, выехавшего к Дмитрию Донскому из Золотой Орды, из её южной части, которую на Руси называли Тевризским царством. Его правнук Иван Яковлевич по прозвищу Мячка стал родоначальником рода.
Род пожалован поместьями (1550). Тюркское происхождение рода подтверждается тюркской основой прозвищ: Мячка происходит от «Мачи» («кошка»), Олбуга — от Алабуга («богатырь» или «пёстрый»). По-видимому, Олбуга остался в Москве в период большой смуты в Орде (70-е годы XIV века). Не исключено, что Олбуга — это то же лицо, что и знатный татарин Елбуга, упоминаемый в качестве свидетеля в московской берестяной грамоте № 3 (конец XIV века), найденной во время раскопок в Кремле (2007).
Младший сын Ивана Яковлевича, Фёдор Иванович Меньшой Мячков, был казначеем и конюшим великой княгини Марии Ярославны, жены Василия ІІ Тёмного, а затем боярином в Вологде у князя Андрея Васильевича Меньшого (умер в 1481).
Данило Иванович Мячков (имя в иноках — Никон) убит при взятии Казани (1552), а его брат Иван убит в битве с крымскими татарами под Москвой (1571). Их старший брат Дмитрий наместник в Новосили (1576).
В XVII веке многие Мячковы служили стольниками и стряпчими.

## Описание герба
В щите, имеющем голубое поле, изображён Негр в латах, имеющий в правой руке золотой Лук, а в левой три Стрелы, остриями вверх обращённые, а за плечами золотой Колчан со Стрелами.
Шит увенчан обыкновенным дворянским Шлемом с дворянскою на нем короною, на поверхности которой виден до половины выходящий Негр, имеющий на голове Чалму. Намёт на щите голубой, подложенный золотом и серебром. Общий гербовник дворянских родов Российской империи, Часть 4. стр. 35

## Известные представители
- Мячковы: Пётр Петрович и Иван Андреевич — стольники патриарха Филарета (1627-1629).
- Мячков Фёдор Лукьянович — патриарший стольник (1627-1629), стряпчий (1629), московский дворянин (1677).
- Мячков Василий Иванович — стряпчий с платьем (1627-1629). стряпчий (1636).
- Мячков Фёдор Лукьянович — стряпчий (1627-1640), московский дворянин (1658-1677).
- Мячковы: Богдан Сидорович и Андрей Афанасьевич — московские дворяне (1627-1629).
- Мячков Иван Григорьевич — московский дворянин (1627-1640).
- Мячков Иван Лукьянович — московский дворянин (1640-1677).
- Мячков Фёдор — воевода в Переславле-Залесском (1664).
- Мячков Василий Фёдорович — московский дворянин (1677-1692).
- Мячков Фёдор Григорьевич Большой — стольник царицы Евдокии Фёдоровны (1692).
- Мячковы: Иван Иванович, Иван Андреевич, Иван и Григорий Семёновичи — стряпчие (1661-1692).
- Мячков Григорий Иванович — стольник (1686-1692)[4][5].